# Oxychilus rateranus
Oxychilus rateranus is een slakkensoort uit de familie van de Oxychilidae. De wetenschappelijke naam van de soort is voor het eerst geldig gepubliceerd in 1880 door Servain.